# Simão Dias
Simão Dias este un oraș în Sergipe (SE), Brazilia.